# 西矢椛
西矢 椛（にしや もみじ、2007年〈平成19年〉8月30日 - ）は、日本のスケートボーダー。大阪府松原市出身。2021年開催の東京オリンピック スケートボード 女子ストリートの初代金メダリスト。2022年2月の北京冬季オリンピック終了時点で、日本人史上最年少のオリンピック金メダリストであり、日本人女性として初の21世紀生まれの金メダリストでもある。所属はサンリオ。

## 経歴・人物
家族でスノーボードをやっていたため、そのオフシーズンである夏の練習の一環としてスケートボードを始める。友人と滑ることの楽しさや新たに技術を習得することの喜びなどを覚え、松原市立松原西小学校1年次から本格的に滑るようになる。小学校卒業後は松原市立松原中学校へ進学し、スポーツパークまつばらで練習を続けている。
2021年2月にローマ（イタリア）で開催された世界大会で2位を記録し、同年に開催された2020年東京オリンピックの新競技であるスケートボード・ストリート女子競技の日本代表に選出される。東京オリンピックでは金メダルを獲得し、日本人とアジア人史上最年少（13歳330日）の金メダリストとなった。同大会の日本での中継では、フジテレビアナウンサーの倉田大誠が西矢のトリック成功時に「13歳、真夏の大冒険!」と実況し、同年の流行語の1つとなった。同年、紫綬褒章受章。東京オリンピック スケートボード 女子ストリートにおいて金メダルを獲得した功績をたたえ、同年11月2日、大阪府松原市の松原市役所前に記念のゴールドポスト（第6号）が設置された（ゴールドポストプロジェクト）。
2023年4月に大阪学芸高等学校に進学。また高校進学と時を同じくしてサンリオと所属契約を締結。ムラサキスポーツもスポンサーである。
2024年6月、パリ五輪予選シリーズにおいてポイントランキングで日本勢4番手以下となり2大会連続となるオリンピック出場を逃がした。

## 戦績
- 2019年エックスゲームズ・ミネアポリス大会2位[16]
- 2019年世界選手権準決勝進出[16]
- 2021年 Street Skateboarding World Championships 銀メダル[17]
- 2021年 2020年東京オリンピックスケートボード女子ストリート金メダル[2]
- SLS STOP2  LAKE HAVASU 銀メダル
- SLS Super Crown Championship  JACKSONVILLE 銅メダル
- 2022年 X games Southern California スケートボード・ストリート女子 優勝[18]
- 2023年 X games 千葉 スケートボード・ストリート女子 2位
- 2023年 X Games California スケートボード・ストリート女子 3位